# Торе Кајетани
Торе Кајетани (итал. Torre Cajetani) је насеље у Италији у округу Фрозиноне, региону Лацио.
Према процени из 2011. у насељу је живело 923 становника. Насеље се налази на надморској висини од 789 м.

## Становништво
Према резултатима пописа становништва 2011. у општини је живело 1.388 становника.
| 1931. | 1936. | 1951. | 1961. | 1971. | 1981. | 1991. | 2001. | 2011. |
| ----- | ----- | ----- | ----- | ----- | ----- | ----- | ----- | ----- |
| 889   | 924   | 1.066 | 1.127 | 1.088 | 1.150 | 1.216 | 1.279 | 1.388 |